# Fundação MacArthur
A John D. and Catherine T. MacArthur Foundation é uma fundação privada que faz doações e investimentos de impacto para apoiar organizações sem fins lucrativos em aproximadamente 50 países ao redor do mundo. Tem uma dotação de US $7,0 bilhões e fornece aproximadamente US $260 milhões por ano em subsídios e investimentos de impacto. Tem sede em Chicago e é a 12ª maior fundação privada dos Estados Unidos. Ela concedeu mais de US $6,8 bilhões desde suas primeiras concessões em 1978.
O propósito declarado da fundação é apoiar "pessoas criativas, instituições eficazes e redes influentes na construção de um mundo mais justo, verdejante e pacífico". As prioridades de concessão de doações de MacArthur incluem mitigar as mudanças climáticas, reduzir as populações carcerárias, diminuir as ameaças nucleares, apoiar o jornalismo sem fins lucrativos e financiar as necessidades locais em sua cidade natal, Chicago. O MacArthur Fellows Program, também conhecido como "as bolsas de gênio" ou "o prêmio de gênio", concede anualmente doações de US $ 625.000 para cerca de duas dúzias de indivíduos criativos em diversos campos "que mostraram extraordinária originalidade e dedicação em suas buscas criativas."  A competição 100 & Change da Fundação premia US $100 milhões de concessões a cada três anos para uma única proposta.

## História
John D. MacArthur era proprietário da Bankers Life and Casualty e outras empresas, bem como consideráveis propriedades na Flórida e em Nova York. Sua esposa, Catherine, ocupou cargos em muitas dessas empresas. Seu advogado, William T. Kirby, e Paul Doolen, seu diretor financeiro, sugeriram que a família criasse uma fundação a ser financiada por sua vasta fortuna. Uma das razões pelas quais MacArthur originalmente criou a Fundação foi para evitar pagar impostos.
Quando MacArthur morreu em 6 de janeiro de 1978, ele valia mais de um bilhão de dólares. Ele deixou 92 por cento de sua propriedade para fundar a John D. and Catherine T. MacArthur Foundation.

## Bolsa MacArthur
A Bolsa MacArthur é um prêmio concedido pela MacArthur Foundation a cada ano, para normalmente 20 a 30 cidadãos ou residentes dos Estados Unidos, de qualquer idade e trabalhando em qualquer área, que "mostram mérito excepcional e promessa de trabalho criativo contínuo e aprimorado." O programa foi iniciado em 1981. Segundo a Fundação, a bolsa não é uma recompensa por realizações passadas, mas um investimento na originalidade e potencial de uma pessoa. Desde 2015, os bolsistas MacArthur recebem US $625.000 cada, que são pagos em parcelas trimestrais ao longo de cinco anos. Ninguém pode se inscrever no programa e, geralmente, ninguém sabe se está sendo considerado candidato. Os nomeados, servindo de forma confidencial, anônima e por um tempo limitado, são convidados a recomendar bolsistas em potencial. Os candidatos são avaliados por um comitê de seleção cujos membros também atuam de forma confidencial, anônima e por tempo limitado. Por fim, o comitê de seleção faz recomendações ao conselho de diretores da Fundação para aprovação final.

## 100&Change
Em junho de 2016, a fundação solicitou "propostas que prometem um progresso real para resolver um problema crítico de nosso tempo em qualquer campo ou local". A proposta vencedora receberia US $100 milhões de concessão. Quase 2.000 propostas foram apresentadas. Em dezembro de 2017, a fundação anunciou que a proposta vencedora foi apresentada pelo Sesame Workshop e pelo Comitê Internacional de Resgate. O subsídio foi aplicado à educação de crianças refugiadas do Oriente Médio.